# Ballyronan
Ballyronan is een plaats in het Noord-Ierse graafschap County Londonderry. De snelgroeiende plaats telt ca. 500 inwoners.
Arghadowey · Ballykelly · Ballymaguigan · Ballyronan · Bellagy · Castledawson · Coleraine · Derry · Draperstown · Dumananagh · Dungiven · Eglinton · Feeny · Garvagh · Kilrea · Lavey · Limavady · Maghera · Magherafelt · Moneymore · Portstewart · Traad · Upperlands